# Iltutmix
Xams-ad-Din Iltutmix ibn Ilam-Khan al-Qutbí (urdú: شمس الدین التتمش, Xamsuddin Iltutmix) (1211 - 1236) fou sultà de Delhi de la primera dinastia esclava o mameluca. Fou el rei més gran de la dinastia. Era un turc kara-khitai de la branca ilberi o alpri. Fou el tercer sultà i fundador de la línia xamsita.
Qutb-ad-Din Àybak, el fundador de la dinastia l'havia comprat com esclau a Delhi per ser un noi d'aspecte físic molt guapo i conegut per ser molt espavilat; havia viscut a Gazni, Bukharà i Bagdad però de la seva vida abans de ser sultà no se'n sap gairebé res. Va guanyar la confiança del seu senyor que li va donar diversos alts càrrecs i a la seva filla en matrimoni. Va governar Gwalior, Baran (fins a 1206) i Badaun (1206-1211) successivament i el 1211 era comandant en cap de l'exèrcit. Havia estat alliberat només vers el 1205 pels seus mèrits en la campanya de Muizz al-Din Muhammad de Ghur contra els khokhars.
A la mort d'Aybak va pujar al tron el seu fill Aram Khan (Aram Shah) que aviat es va enemistar amb la noblesa i els ulemes. Foren els nobles els que el van convidar a assolir el poder i va demanar l'aprovació dels ulemes. Es va imposar al tron el 1211 després de vèncer a Aram Shah. Fins aleshores portava el títol de Shams al-Din i al pujar al tron va agafar el d'Iltutmish que voldria dir "seixanta" (suposadament perquè tenia aleshores 60 anys). Alguns amirs que se li oposaven foren derrotats a la plana de Jud, prop de Delhi.
A Bangala el governador Ali al-Din Mardan Khalji nomenat governador vers el 1208, no el va reconèixer i va agafar el títol de sultà; el seu successor Ghiyath al-Din Iwad (o Iwas) Khalji que el va succeir poc després (1211) es va apoderar de Bihar. Els rages hindús havien recuperat darrerament Kanauj, Benarés, Gwalior, Kalinjar i Ranthambore (aquesta conquerida pels chauhans rajputs). Però la pitjor amenaça al seu govern va venir de Tadj al-Din Yildiz, el governador de Gazni el qual havia emès un decret que declarava Iltutmish com el seu virrei. El 1214 Yildiz fou expulsat de Gazni per Muhàmmad de Coràsmia (Ala al-Din Muhammad) i es va refugiar a Lahore expulsant al governador local que depenia de Nasir al-Din Kabača, sobirà de Multan i gendre tanmateix de Qutb-ad-Din Àybak, el qual al seu torn Iltutmish considerava el seu vassall però que refusava pagar tribut. Iltutmish va convidar Yildiz a retirar-se de Lahore, però Yildiz va refusar de fer-ho; llavors el sultà de Delhi va marxar amb un exèrcit cap a Lahore i va derrotar a Yildiz a Taraori (Tarain) el 1215. Yildiz va caure presoner i fou tancat a Badaun on va morir segurament executat encara el mateix 1215. Nasir al-Din Kabača va aprofitar per recuperar Lahore però Iltutmish el va expulsar el 1217 per la força cap a Multan i el va derrotar pel camí, a Mansura, si bé no va seguir endavant.
El 1222 Djalal al-Din Manguberti, el xa de Coràsmia fill de Muhammad, fugint dels mongols, va arribar a Lahore i va demanar asil. Iltutmish, que temia als mongols, no li va voler donar però diplomàticament el va enviar amb els seus homes cap a Multan contra Nasir al-Din Kabača, els dominis del qual van assolar (aliat als khokhars) i li van cobrar un fort tribut, retornant després a Pèrsia on en poc temps es va crear un nou imperi. Els mongols que l'empaitaven es van retirar degut al calor.
El 1225 va atacar Bengala on el governador Ghiyath al-Din Iwad (o Iwas) Khalji que governava des del 1211, s'havia declarat independent com s'ha dit. Quan Iltutmish es va acostar Ghiyath al-Din se li va sotmetre. A l'any següent Iltutmish vas entrar a Lakhnawti i el seu propi fill Nasir al-Din Mahmud fou nomenat governador (1226-1229). Iltutmish es va dirigir el 1226 contra els rajputs, atacant Ranthambor i Manadwar, prop de Bijanur, que va ocupar i van seguir Bayana, Ajmer i Sambhar. D'altra banda el seu fill Nasir al-Din Mahmud va atacar la zona del Ganges i va capturar els territoris de Badaun, Benarés i Kanauj, en mans dels hindús. El que després fou el territori de Rohilkhand fou conquerit amb fortes pèrdues.
Ben consolidat arreu i mort Genguis Kan (18 d'agost del 1227) va decidir d'arreglar comptes amb el seu vell rival Nasir al-Din Kubača va conquerir Multan i va atacar el 1228 a Uchchh, un dels centres del seu poder, assetjà aquesta ciutat que es va rendir després d'una ferotge resistència que va durar quasi tres mesos. Nasir al-Din Kubača va fugir a Bhakkar, on fou assetjat, i es va negar a l'Indus quan mirava de fugir. Governadors lleials foren nomenats a Multan i al Sind superior (Uchchh). Després d'això el sobirà del Sind Inferior i Daybul, Malik Sinan al-Din Čanesar, s'hi va sotmetre i es va reconèixer com a vassall.
El 1229 va rebre una ambaixada del califa abbàssida al-Mustànsir, dirigida per Radi al-Din Hasan al-Saghani, que va lliurar a Iltutmish robes honorífiques (així com pels seus fills i pels nobles principals) i fou així el primer sobirà musulmà de l'Índia que fou reconegut pel califat abbàssida. En commemoració es va emetre una moneda amb la inscripció Nasir Amir al-muminin que mostrava la seva adhesió al califat.
El 1230, en la campanya contra els rajputs, va capturar Nagaur, però va haver d'anar a Bengala on a la mort del seu fill Nasir al-Din Mahmud el 1229, Ala-ud-din Jani o Jasi havia estat nomenat governador a Lakhnawti, i havien esclatat conflictes amb un amir de nom Balka Khalji que s'havia revoltat. Iltutmish va controlar la situació i va posar fi a la revolta, retornant a Delhi tot seguit deixant en el govern a Sayf al-Din Aybak (1229-1233).
El 1232 o 1233 (segons les fonts) després d'un llarg setge d'11 mesos, va reconquerir finalment Gwalior, que havia caigut en mans dels hindús parihars el 1210. El 1233 va atacar Gujarat però fou rebutjat amb fortes pèrdues pels chalukyes. El 1234 va envair Malwa, va conquerir la fortalesa de Bhilsa, va saquejar Ujjain (que en endavant va perdre la seva influència cultural i econòmica) i va destruir el temple sagrat de Mahakali i l'estàtua de Raja Vikramaditya. Va mostrar intolerància contra els budistes, hinduistes i jainistes, destruint temples i monestirs.
A la tornada a Delhi va patir un atemptat: a la capital s'havian establert feia almenys trenta anys els ismaïlites expulsats de Multan per Muizz al-Din Muhammad de Ghur i un dels membres d'aquesta comunitat va intentar matar a Iltutmish mentre feia l'oració del divendres. Tot i que Iltutmish en va sortir indemne, els ismaïlites de la capital foren perseguits i massacrats.
Per combatre contra els reductes ismaïlites al Multan, Iltutmish va fer el 1235 una expedició contra els gakkhars, que eren ismaïlites i dels que se sospitava havien instigat l'atemptat. Estava de camí quan es va posar malalt i fou portat a Delhi de retorn, on va morir l'abril del 1236. El seu fill gran Nasir al-Din Mahmud havia mort el 1229 i els altres fills eren considerats incapaços de portar la tasca de l'administració del sultanat. Iltutmish en el seu llit de mort, va nomenar hereva a la seva filla Radiya Begum però, mort el sultà, la noblesa no la va acceptar per ser una dona i van portar al tron al fill més gran viu del sultà, Rukn al-Din Firuz Shah.